# Poděbrady
Poděbrady (deutsch Podiebrad) ist eine Stadt in der Mittelböhmischen Region in Tschechien. Sie liegt am rechten Ufer der Elbe, acht Kilometer südöstlich der Bezirksstadt Nymburk, und ist auch als Heilbad bekannt.

## Geschichte

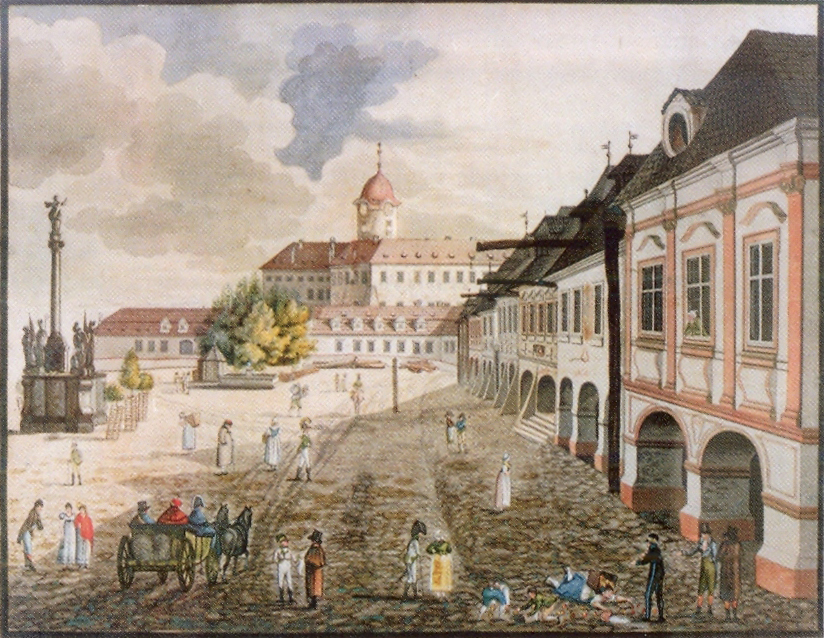
Marktplatz im 18. Jahrhundert

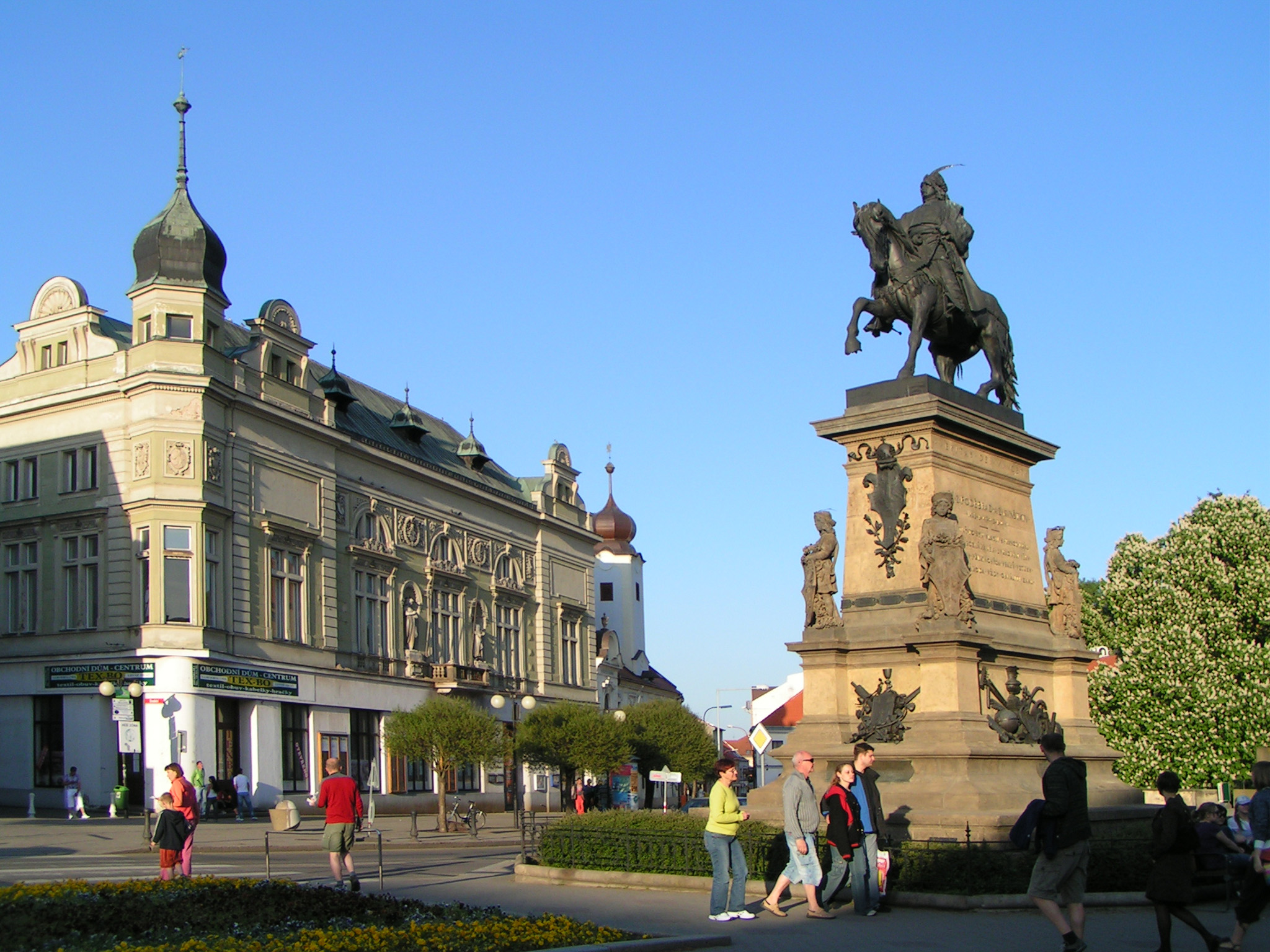
Das Reiterstandbild des Georg von Podiebrad

Poděbrady entstand an einer Furt über die Elbe, über die seit alten Zeiten der Handelsweg von Prag nach Schlesien führte. Die tschechische Ortsbezeichnung kann mit Unter den Furten übersetzt werden. Im 10./11. Jahrhundert gehörte die Gegend zum Hinterland der Burg Libitz. Erstmals schriftlich erwähnt wurde Podiebrad im 12. Jahrhundert.
In der zweiten Hälfte des 13. Jahrhunderts ließ König Přemysl Otakar II. an der Stelle des heutigen Schlosses eine steinerne Burg errichten, auf der er 1268 Verhandlungen mit dem Herzog Ulrich von Kärnten führte. Um die Burg entwickelte sich eine Marktsiedlung, die durch ihre Lage an dem wichtigen Handelsweg schnell Bedeutung erlangte. Unter König Johann von Luxemburg gelangte Podiebrad an verschiedene Pfandherren, zuletzt an Hynek Žleb von Lichtenburg († 1351), dessen Tochter Elisabeth vor 1351 mit Boček I. von Kunstadt und Podiebrad vermählt wurde. Durch die Heirat gelangte Boček in den Besitz der damaligen Pfandherrschaft Podiebrad. Nachdem er vom böhmischen König Karl IV. Podiebrad als erblichen Besitz erhielt, nannte er sich als erster von Podiebrad. Da seine Nachkommen den Hussiten anhingen, versuchten sowohl der Kaiser als auch die Taboriten und die Waisen Podiebrad an sich zu bringen. Georg von Podiebrad verlieh dem Ort die Stadtrechte, die nach Georgs Tod 1472 von seinen Söhnen bestätigt wurden. 1495 mussten die Erben von Heinrich d. J. Podiebrad und die gleichnamige Herrschaft an König Wladislaw II. abtreten, der Podiebrad wiederum mehrmals verpfändete. König Ferdinand I. löste Podiebrad 1542 wieder ein und veranlasste 1548 den Umbau der Burg zu einem Renaissance-Schloss.
Im Dreißigjährigen Krieg plünderten und brandschatzten schwedische und sächsische Truppen die Stadt. Beim Brand 1681 wurden das Rathaus und die meisten Holzhäuser zerstört. Danach wurde verfügt, dass künftig auf dem Stadtplatz nur mehr Ziegelhäuser gebaut werden dürfen. Die Feuerbrände von 1800 und 1832 vernichteten wiederum große Teile der Stadt, die dadurch ihr mittelalterliches Stadtbild verlor. 1835 zählte Podiebrad 2834 Einwohner. Es blieb bis 1839 im Besitz der königlichen Kammer.
1839 wurden Burg und Herrschaft von dem Wiener Bankier Georg Simon von Sina (1783–1856) erworben. Durch Heirat gelangte das Schloss 1884 an die Fürsten von Ypsilanti. Letzte Residenten waren Fürstin Chariklia, eine Urenkelin Sinas, und deren Ehemann Philipp Ernst zu Hohenlohe-Schillingsfürst.
1921 wurde östlich von Poděbrady eine heute denkmalgeschützte Sendeanlage für den Tschechoslowakischen Rundfunk für Überseetelegrafie im Langwellenbereich errichtet, deren beide je 150 Meter hohe Sendemasten noch heute existieren. Diese sind inzwischen in einem abgängigen Zustand. Der private Eigentümer zeigt trotz Denkmalschutz kein Interesse an der Erhaltung.

## Heilbad
Das Areal der Podiebrader Heilbäder erstreckt sich im Nordwesten des Stadtzentrums. Es entwickelte sich, nachdem der deutsche Rutengänger von Bülow 1905 im Innenhof des Schlosses eine starke Wasserader vermutete. Eine 96,7 Meter tiefe Bohrung führte schließlich zur Entdeckung einer Mineralquelle kohlendioxidhaltigen Wassers. Die erste Badesaison konnte 1908 eröffnet werden. Behandelt werden Herz- und Kreislaufkrankheiten.

## Stadtgliederung
Die Stadt Poděbrady besteht aus den Stadtteilen Kluk, Poděbrady I, Poděbrady II, Poděbrady III, Poděbrady IV, Poděbrady V, Polabec (Polabetz), Přední Lhota (Vorder Lhota) und Velké Zboží (Groß Sbosch).

## Partnerschaften
Am 29. August 2013 wurde ein Partnerschaftsvertrag mit der Stadt Tharandt in Deutschland geschlossen.

## Sehenswürdigkeiten

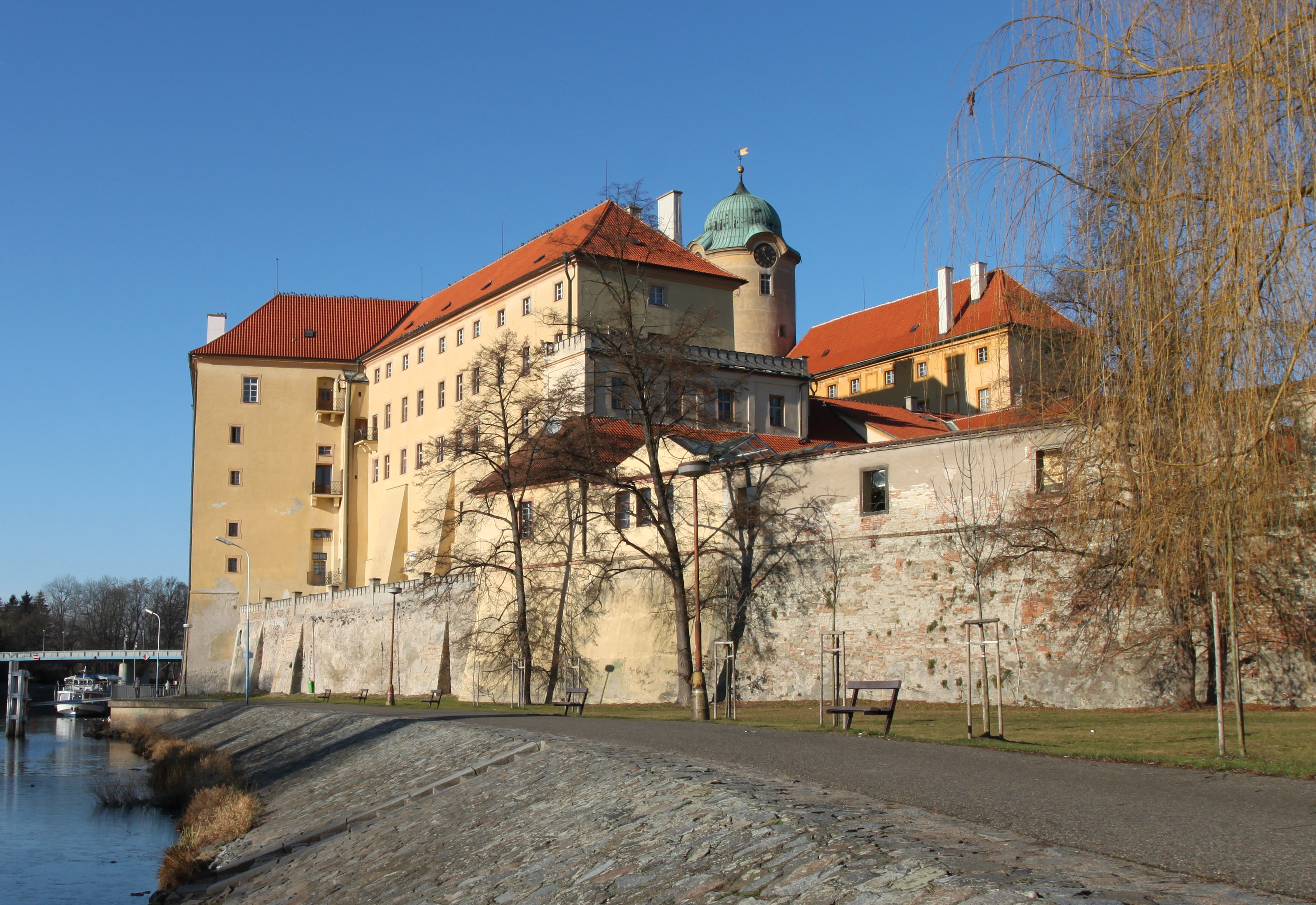
Schloss Poděbrady

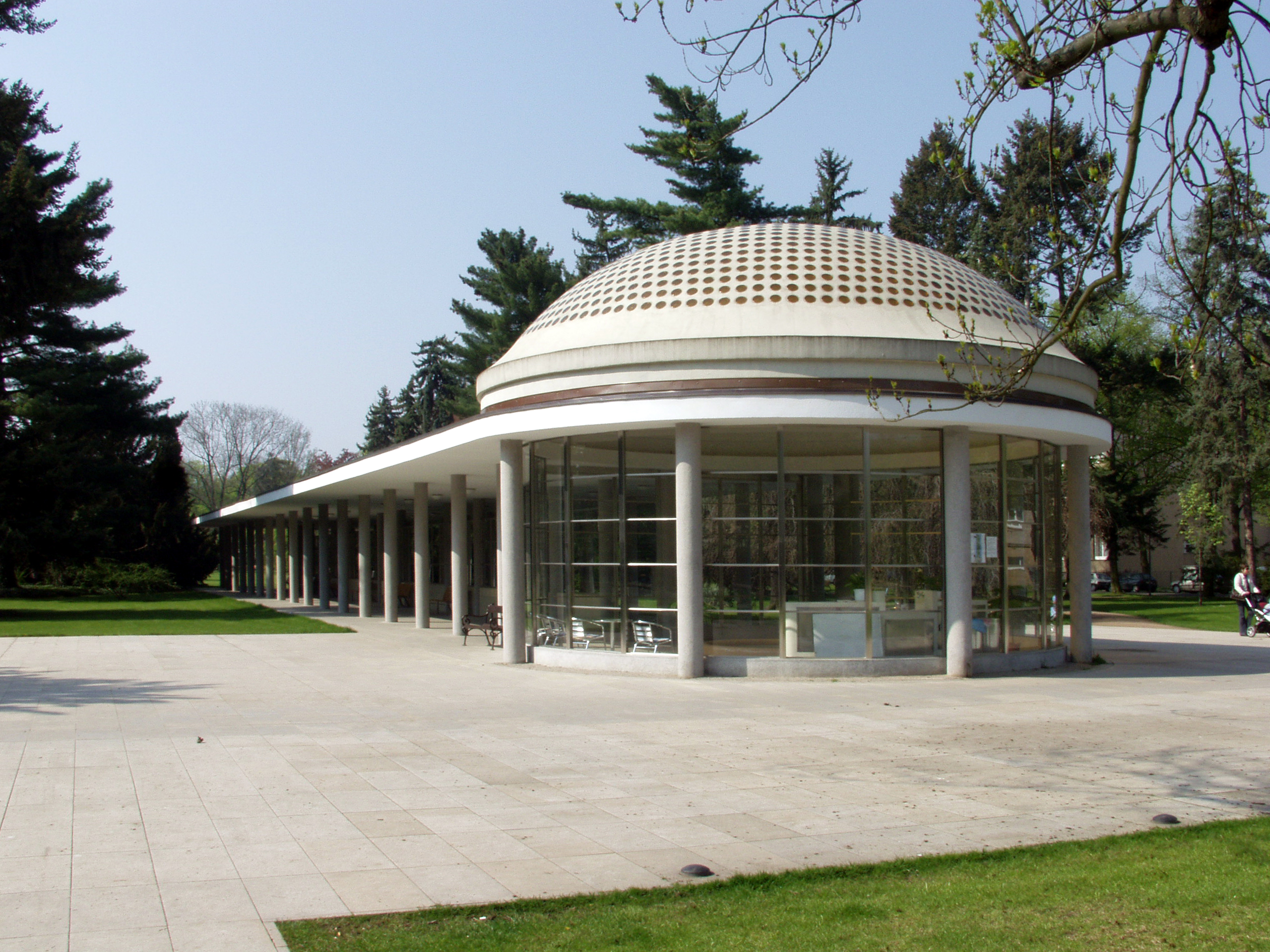
Im Kurpark

- Das Schloss Poděbrady entstand an der Stelle der ursprünglichen Burg aus dem 12. Jahrhundert.
- Die Heilig-Kreuz-Kirche gehört zu den ältesten Kirchen der Stadt. 1449 wurde hier Kunigunde von Sternberg, die erste Gemahlin Georgs von Podiebrad bestattet. Eine steinerne Grabplatte erinnert an den Baumeister Giovanni Battista Aostalli, der hier 1575 bestattet wurde. 1875–1898 wurde die Kirche im Stil der Neugotik umgebaut.
- Das Alte Rathaus wurde ursprünglich im 16. Jahrhundert errichtet.
- Das neue Rathaus wurde 1905/06 im Stil der Neurenaissance erbaut.
- Das Reiterdenkmal des Königs Georg von Podiebrad schuf 1896 Bohuslav Schnirch.
- Die Mariensäule wurde 1765 errichtet.
- Die Bergmannskirche Mariä Himmelfahrt soll an die hingerichteten Kuttenberger Bergleute erinnern.
- Kurpark

## Persönlichkeiten

### Söhne und Töchter der Stadt
- Nikolaus von Pelgrims (1385–1460), Bischof, Chronist und Diplomat
- Georg von Podiebrad (1420–1471), König von Böhmen
- Sidonie von Böhmen (1449–1510), Herzogin von Sachsen
- Karl Erdmann Edler (1844–1931), österreichischer Dichter und Novellist
- Julie Kafková (1856–1934), geborene Löwy, Mutter von Franz Kafka
- Jan Bašta (1860–1936), Ingenieur und Forscher
- Sophie Pataky (1860–1915), Biografin
- Ludvík Kuba (1863–1956), Maler, Musikwissenschaftler, Volkskundler
- Rudolf Fuchs (1890–1942), deutsch-tschechischer Dichter und Übersetzer
- Hans Janowitz (1890–1954), deutscher Autor
- Viktorie Ondrová (* 2005), Stabhochspringerin

### Weitere Persönlichkeiten
- Meinhard von Neuhaus (1398–1449), Oberstburggraf
- Jaroslav Řídký (1897–1956), Komponist
- die Brüder Ctirad und Josef Masin, umstrittene antikommunistische Widerstandskämpfer
- Jiri Brazda (* 9. Mai 1952 in Teplice), tschechischer Maler, Grafiker und Exlibriskünstler, lebt in Podebrady